# 萊頓 (紐約州)
萊頓（英語：Leyden）是一個位於美國紐約州劉易斯縣的鎮。

## 人口
根據2020年美國人口普查的數據，萊頓的面積為86.90平方千米，當中陸地面積為86.33平方千米，而水域面積為0.57平方千米。當地共有人口1572人，而人口密度為每平方千米18人。